# Ine Andersson
Ine Drabløs Andersson (17 de agosto de 1989) es una deportista noruega que compite en halterofilia. Ganó una medalla de bronce en el Campeonato Europeo de Halterofilia de 2022, en la categoría de 59 kg.

## Palmarés internacional
| Campeonato Europeo | Campeonato Europeo | Campeonato Europeo | Campeonato Europeo |
| Año                | Lugar              | Medalla            | Categoría          |
| ------------------ | ------------------ | ------------------ | ------------------ |
| 2022               | Tirana (Albania)   | Medalla de bronce  | 59 kg              |